# Buttenwiesen
Buttenwiesen er en kommune i Landkreis Dillingen an der Donau i Regierungsbezirks Schwaben i den tyske delstat Bayern, med godt 5.800 indbyggere.

## Geografi
Buttenwiesen hører til Region Augsburg. Kommunen ligger i den nedre del af Zusamdalen.
I kommunen ligger landsbyerne og bebyggelserne Buttenwiesen, Frauenstetten, Lauterbach, Oberthürheim, Pfaffenhofen an der Zusam, Unterthürheim, Wortelstetten, Hinterried, Illemad, Neuweiler og Vorderried.